# Unité de pression

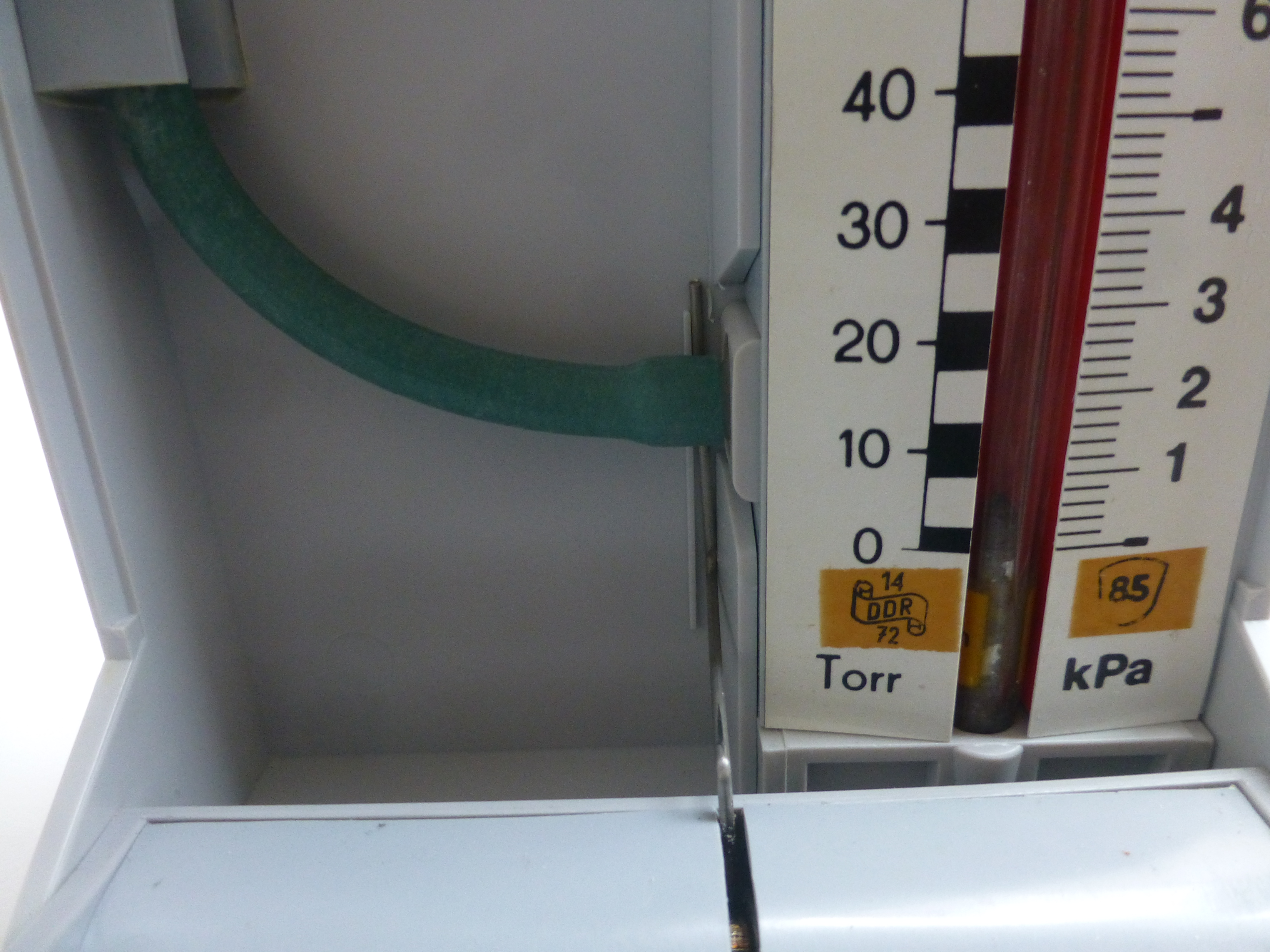
Instrument de mesure gradué en torr à gauche et en kilopascal à droite.

Une unité de pression est une unité de mesure de la pression.
L'unité de pression du Système international d'unités est le pascal, de symbole Pa. On utilise aussi ses multiples, notamment :
- l'hectopascal (hPa), utilisé en météorologie[a] : 1 hPa = 100 Pa ;
- le mégapascal (MPa) et le gigapascal (GPa), utilisés en sciences de la Terre et en science des matériaux : 1 MPa = 106 Pa, 1 GPa = 109 Pa.

Le pascal est identique au newton par mètre carré (N/m2) ainsi qu'au joule par mètre cube (J/m3), noms et symboles que l'on préfère parfois dans certains contextes (notamment en mécanique et en énergétique).

## Relations dimensionnelles
En physique et chimie, notamment en thermodynamique, la pression se manifeste souvent comme une force par unité de surface ou une énergie par unité de volume (densité d'énergie), ce qui se traduit par l'équation aux dimensions :
{\displaystyle [\mathrm {P} ]={\frac {[\mathrm {F} ]}{[\mathrm {S} ]}}={\frac {[\mathrm {E} ]}{[\mathrm {V} ]}}=\mathrm {M} \,\mathrm {L} ^{-1}\,\mathrm {T} ^{-2}}
où :
{\displaystyle [\mathrm {P} ],[\mathrm {F} ],[\mathrm {E} ],[\mathrm {S} ]} et {\displaystyle [\mathrm {V} ]} représentent les dimensions d'une pression, d'une force, d'une énergie, d'une surface et d'un volume ;
M, L et T celles d'une masse, d'une longueur et d'un temps.
Il s'ensuit des relations utiles entre unités d'un même système. Notamment, dans le Système international :
1 Pa = 1 N/m2 = 1 J/m3 = 1 kg m−1 s−2.

## Unités non SI

### Unités des systèmes autres que le Système international
- Système CGS : la barye (ba) ; 1 ba = 0,1 Pa.
- Système MTS : le pièze (pz) ; 1 pz = 103 Pa.
- Système impérial : la  livre-force par pouce carré (psi) ; 1 psi = 6 894,76 Pa.
- Système de Planck : la pression de Planck (PP) ; 1 PP = 4,633 09 × 10113 Pa.

### Unités hors-système
- Le bar (bar), le millibar (mbar) et le kilobar (kbar) : 1 bar = 105 Pa, 1 mbar = 100 Pa, 1 kbar = 108 Pa.
- L'atmosphère normale, ou simplement atmosphère (atm) : 1 atm = 101 325 Pa.
- L'atmosphère technique (at ou ATA), identique au kilogramme-force par centimètre carré (kgf/cm2) : 1 at = 1 kgf/cm2 = 98 066,5 Pa.
- Le centimètre d'eau (cmH2O) : 1 cmH2O = 98,063 8 Pa.
- Le pouce d'eau (en) (inH2O) : 1 inH2O = 248,84 Pa.
- Le millimètre de mercure (mmHg), ou torr (Torr) : 1 mmHg = 133,322 Pa.
- Le pouce de mercure (inHg ou "Hg) : 1 inHg = 3 386,389 Pa.
- Le Schmerber : 1 Schmerber = 10 Pa.